# Sprengbrandmunition

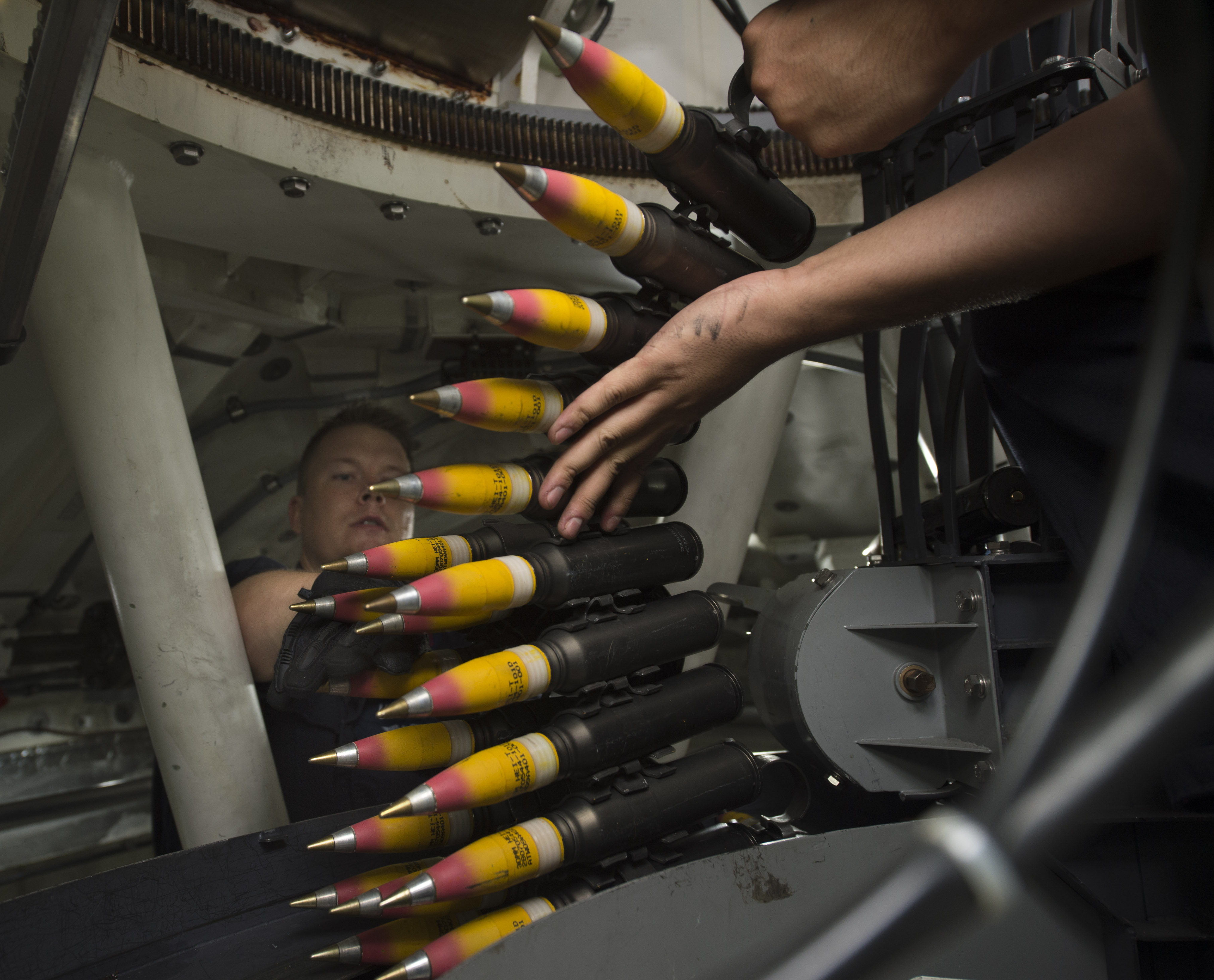
Sprengbrandmunition für eine Maschinenkanone der USS Fort Worth (2014)

Sprengbrandmunition ist eine Munitionssorte, die den Zweck hat, das Ziel durch Sprengwirkung und durch Brand zu zerstören.

## Geschichte
Die erste moderne Sprengbrandmunition wurde von der britischen Armee im Ersten Weltkrieg entwickelt, um deutsche Zeppeline abzuschießen. Es hatte sich gezeigt, dass einfacher Beschuss auch mit Leuchtspurmunition nicht ausreichte, um Luftschiffe in Brand zu setzen. Erst die Kombination aus Sprengstoff, der bei Aufschlag die Hülle großflächig aufreißt und den Wasserstoff mit Luft vermischt, mit einer anschließenden Zündung des Gemisches brachte den Durchbruch. Der erste Zeppelin, der mit dieser neuen Munition abgeschossen wurde, war LZ 47/„LZ 77“ am 21. Februar 1916.